# Sebastian Skiba
Sebastian Skiba (Czestochowa, 29 juli 1978) is een Poolse wielrenner.
Skiba maakte zijn debuut als professioneel wegwielrenner in 2002 en is actief als knecht in de Poolse ploeg Intel - Action. Hij won tot op heden twee etappes in de Ronde van Slowakije.

## Overwinningen
2003
- 3e etappe Ronde van Slowakije

2004
- 3e etappe deel B Ronde van Slowakije